# Eishockey-Regionalliga 1981/82
Wie in der Vorsaison wurde die Regionalliga in drei regionalen Ligen gespielt. Jedoch gab es eine Zusammenlegung der Regionalligen Nord und West zur neuen Regionalliga Nordwest. Da es in beiden Ligen, durch Aufstockungen der Oberligen und höheren Ligen, zu verminderten Teilnehmerfeldern kam.
Infolgedessen bekam die, zum zweiten Mal ausgeführte, Regionalliga Südwest nun einen Relegationsplatz zum Aufstieg in die Oberliga. Diese Relegation bestritten die Sieger der Regionalligen Nordwest und Südwest.
Die Regionalliga Süd hatte weiter einen festen Aufstiegsplatz in die Oberliga sicher. Der Meister der RL Süd war für das Finale um die Deutsche Regionalligameisterschaft gesetzt. Im Halbfinale fand die Relegation der anderen beiden Ligen statt.

## Regionalliga Nordwest

### Modus und Teilnehmer
Die neugeschaffene Regionalliga Nordwest, sollte das Ausbleiben vieler Teilnehmer beider Regionalligen füllen. Teilnahmeberechtigt waren alle Vereine aus den Regionalligen Nord und West der letzten Saison. Dieses Angebot nahmen jedoch, auf Grund der höheren Reisekosten, nicht alle Vereine an. Die Zweitvertretungen vom WSV Braunlage und FASS Berlin traten nicht mehr an, genauso wie der EC Bergisch Gladbach. Der Altonaer SV hatte sich bereits im Laufe der vorherigen zurückgezogen. Nach einer Einfachrunde durfte der Meister in die Aufstiegsspiele um die Oberliga Nord bzw. am Halbfinale der Deutschen Regionalligameisterschaft teilnehmen.
- Hamburger SV 1b
- RSC Bremerhaven 1b
- SV Brackwede
- FASS Berlin
- SV Condor Hamburg
- ESC Wedemark
- VfB-ESV Oldenburg-Stickhausen (Neugründung)
- TSV Salzgitter (Neugründung)
- Bremer ERG (Aufsteiger)

### Tabelle
|    | Mannschaft                        | Sp | S  | U | N  | Tore   | Diff. | Pkte |
| -- | --------------------------------- | -- | -- | - | -- | ------ | ----- | ---- |
| 1. | Hamburger SV 1b                   | 16 | 15 | 0 | 1  | 134:33 | +101  | 30   |
| 2. | VfB-ESV Oldenburg-Stickhausen (N) | 16 | 12 | 0 | 4  | 107:59 | +48   | 24   |
| 3. | RSC Bremerhaven 1b                | 16 | 11 | 1 | 4  | 100:66 | +34   | 23   |
| 4. | SV Brackwede                      | 16 | 8  | 3 | 5  | 86:74  | +12   | 19   |
| 5. | FASS Berlin                       | 16 | 8  | 0 | 8  | 94:81  | +13   | 16   |
| 6. | Bremer ERG (N)                    | 16 | 4  | 1 | 11 | 57:98  | −41   | 9    |
| 7. | TSV Salzgitter (N)                | 16 | 4  | 1 | 11 | 72:91  | −19   | 9    |
| 8. | ESC Wedemark                      | 16 | 4  | 0 | 12 | 52:115 | −63   | 8    |
| 9. | SV Condor Hamburg                 | 16 | 3  | 0 | 13 | 56:141 | −85   | 6    |

Abkürzungen: Sp = Spiele, S = Siege, U = Unentschieden, N = Niederlagen, (N) = Neuling/Aufsteiger 
Meister RL-Nordwest und Teilnehmer Aufstiegsspiele zur Oberliga Nord bzw. Teilnehmer Halbfinale Deutsche Regionalligameisterschaft

## Regionalliga Südwest

### Modus und Teilnehmer
Im zweiten Jahr spiele die RL Südwest mit zwei Vorrunden-Gruppen. Beide wurden in einer Einfachrunde ausgespielt. Die jeweils drei besten Mannschaften einer Gruppe qualifizierten sich für die Hauptrunde, deren Meister in die Aufstiegsspiele um die Oberliga bzw. in das Halbfinale um die Deutsche Regionalligameisterschaft einzog.
Lauterbach und Ludwigshafen kamen aus der Oberliga neu hinzu, logischerweise musste die Zweitvertretung der Ludwigshafener absteigen. Auch der EHC Neuwied zog sich eine Liga zurück. Mit den Vertretern aus Mainz, Kassel 1b und Kaiserslautern gab es drei Aufsteiger aus den Landesverbänden. Rödermark und Bad Nauheim starteten nach Gründung, bzw. Neugründung.
- VERC Lauterbach (Absteiger)
- ERC Ludwigshafen (Absteiger)
- EC Dillingen
- HC Zweibrücken
- Eintracht Frankfurt 1b
- IHC Beaufort LUX
- ERC Saarbrücken
- ERC Rödermark (Neugründung)
- EC Bad Nauheim (Neugründung)
- Mainzer EC (Aufsteiger)
- ESG Kassel 1b (Aufsteiger)
- ESV Kaiserslautern (Aufsteiger)

### Vorrunde Gruppe 1
|    | Mannschaft             | Sp | S  | U | N  | Tore   | Diff. | Pkte |
| -- | ---------------------- | -- | -- | - | -- | ------ | ----- | ---- |
| 1. | VERC Lauterbach (A)    | 10 | 10 | 0 | 0  | 111:20 | +91   | 20   |
| 2. | Eintracht Frankfurt 1b | 10 | 6  | 2 | 2  | 69:45  | +24   | 14   |
| 3. | Mainzer EC (N)         | 10 | 6  | 0 | 4  | 59:33  | +26   | 12   |
| 4. | ERC Rödermark (N)      | 10 | 3  | 2 | 5  | 52:71  | −19   | 8    |
| 5. | EC Bad Nauheim (N)     | 10 | 3  | 0 | 7  | 57:54  | −3    | 6    |
| 6. | ESG Kassel 1b (N)      | 10 | 0  | 0 | 10 | 16:141 | −125  | 0    |

Abkürzungen: Sp = Spiele, S = Siege, U = Unentschieden, N = Niederlagen, (A) = Absteiger, (N) = Neuling/Aufsteiger 
Teilnehmer Hauptrunde

### Vorrunde Gruppe 2
|    | Mannschaft             | Sp | S  | U | N | Tore   | Diff. | Pkte |
| -- | ---------------------- | -- | -- | - | - | ------ | ----- | ---- |
| 1. | ERC Ludwigshafen (A)   | 10 | 10 | 0 | 0 | 126:10 | +116  | 20   |
| 2. | HC Zweibrücken         | 10 | 8  | 0 | 2 | 127:43 | +84   | 16   |
| 3. | EC Dillingen (M)       | 10 | 5  | 0 | 5 | 48:69  | −21   | 10   |
| 4. | IHC Beaufort           | 10 | 4  | 0 | 6 | 47:75  | −28   | 8    |
| 5. | ERC Saarbrücken        | 10 | 2  | 0 | 8 | 30:97  | −67   | 4    |
| 6. | ESV Kaiserslautern (N) | 10 | 1  | 0 | 9 | 24:108 | −84   | 2    |

Abkürzungen: Sp = Spiele, S = Siege, U = Unentschieden, N = Niederlagen, (M) = Meister d. Vorsaison, (A) = Absteiger, (N) = Neuling/Aufsteiger 
Teilnehmer Hauptrunde

### Hauptrunde
|    | Mannschaft             | Sp | S | U | N  | Tore   | Diff. | Pkte |
| -- | ---------------------- | -- | - | - | -- | ------ | ----- | ---- |
| 1. | VERC Lauterbach        | 10 | 9 | 0 | 1  | 90:35  | +55   | 18   |
| 2. | ERC Ludwigshafen       | 10 | 6 | 1 | 3  | 98:46  | +52   | 13   |
| 3. | Eintracht Frankfurt 1b | 10 | 5 | 2 | 3  | 56:55  | +1    | 12   |
| 4. | HC Zweibrücken         | 10 | 5 | 0 | 5  | 91:76  | +15   | 10   |
| 5. | Mainzer EC             | 10 | 3 | 1 | 6  | 42:48  | −6    | 7    |
| 6. | EC Dillingen           | 10 | 0 | 0 | 10 | 25:142 | −117  | 0    |

Abkürzungen: Sp = Spiele, S = Siege, U = Unentschieden, N = Niederlagen, (M) = Meister d. Vorsaison, (A) = Absteiger, (N) = Neuling/Aufsteiger 
Meister RL-Südwest und Teilnehmer Aufstiegsspiele zur Oberliga Nord bzw. Teilnehmer Halbfinale Deutsche Regionalligameisterschaft

## Relegation zur Oberliga Nord / Halbfinale Deutsche Regionalligameisterschaft
In der Relegation, die zeitgleich auch das Halbfinale der Deutschen Regionalligameisterschaft war, spielten der Meister der Regionalliga Nordwest und der Meister der Regionalliga Südwest.
| Paarung                           | Gesamt | Hinspiel | Rückspiel |
| --------------------------------- | ------ | -------- | --------- |
| Hamburger SV 1b – VERC Lauterbach | 3-6    | 1:0      | 2:6       |

Der VERC Lauterbach war somit zum Aufstieg in die Oberliga Nord qualifiziert und zog in das Finale um die Deutsche Regionalligameisterschaft ein.

## Regionalliga Süd

### Modus und Teilnehmer
Der SV Bayreuth und EC Oberstdorf waren in die Oberliga aufgestiegen. Aus der Bayernliga stiegen der SC Reichersbeuern, der VfL Waldkraiburg, TSV Marktoberdorf und SV Gendorf auf. Die zehn Teilnehmer spielten eine Einfachrunde in der Hauptrunde. Danach teilte sich die Liga: die ersten fünf Mannschaften spielten eine Aufstiegsrunde, die letzten fünf eine Abstiegsrunde. Beide Runden wurden in einer Einfachrunde gespielt – jedoch unter Mitnahme der Punkte und Tore aus der Hauptrunde. Der Sieger der Aufstiegsrunde stieg in die Oberliga Süd auf und war für das Finale um die Deutsche Regionalligameisterschaft gesetzt. Der Letzte der Abstiegsrunde stieg in die Bayernliga ab.
- EV Regensburg
- EV Fürstenfeldbruck
- DEC Inzell
- TSV Königsbrunn
- EV Pegnitz
- SC Gaißach
- SC Reichersbeuern (Aufsteiger)
- VfL Waldkraiburg (Aufsteiger)
- TSV Marktoberdorf (Aufsteiger)
- SV Gendorf (Aufsteiger)

### Tabelle
|     | Mannschaft            | Sp | S  | U | N  | Tore   | Diff. | Pkte |
| --- | --------------------- | -- | -- | - | -- | ------ | ----- | ---- |
| 1.  | EV Regensburg         | 18 | 15 | 1 | 2  | 159:38 | +121  | 31   |
| 2.  | DEC Frillensee Inzell | 18 | 13 | 3 | 2  | 107:47 | +60   | 29   |
| 3.  | TSV Trostberg         | 18 | 12 | 3 | 3  | 104:73 | +31   | 27   |
| 4.  | SC Reichersbeuern (N) | 18 | 11 | 2 | 5  | 81:77  | +4    | 24   |
| 5.  | EV Fürstenfeldbruck   | 18 | 7  | 4 | 7  | 71:80  | −9    | 18   |
| 6.  | SC Gaißach            | 18 | 7  | 2 | 9  | 87:90  | −3    | 16   |
| 7.  | TSV Königsbrunn       | 18 | 6  | 1 | 11 | 80:105 | −25   | 13   |
| 8.  | VfL Waldkraiburg (N)  | 18 | 3  | 3 | 12 | 75:112 | −37   | 9    |
| 9.  | TSV Marktoberdorf (N) | 18 | 2  | 3 | 13 | 67:129 | −62   | 7    |
| 10. | SV Gendorf (N)        | 18 | 2  | 2 | 14 | 48:138 | −90   | 6    |

Abkürzungen: Sp = Spiele, S = Siege, U = Unentschieden, N = Niederlagen, (N) = Aufsteiger 
 Teilnehmer Aufstiegsrunde  Teilnehmer Abstiegsrunde

### Aufstiegsrunde
Alle Teilnehmer starteten mit den Punkten und Toren aus der Hauptrunde.
|    | Mannschaft            | Sp | S  | U | N  | Tore    | Diff. | Pkte |
| -- | --------------------- | -- | -- | - | -- | ------- | ----- | ---- |
| 1. | EV Regensburg         | 26 | 22 | 1 | 3  | 222:52  | +170  | 45   |
| 2. | DEC Frillensee Inzell | 26 | 20 | 3 | 3  | 167:75  | +92   | 43   |
| 3. | TSV Trostberg         | 26 | 14 | 4 | 8  | 136:112 | +24   | 32   |
| 4. | SC Reichersbeuern     | 26 | 14 | 2 | 10 | 98:119  | −21   | 30   |
| 5. | EV Fürstenfeldbruck   | 26 | 7  | 5 | 14 | 93:151  | −58   | 19   |

Abkürzungen: Sp = Spiele, S = Siege, U = Unentschieden, N = Niederlagen 
 Meister RL Süd, Teilnehmer Finale Deutsche Regionalligameisterschaft

### Abstiegsrunde
Alle Teilnehmer starteten mit den Punkten und Toren aus der Hauptrunde.
|     | Mannschaft        | Sp | S  | U | N  | Tore    | Diff. | Pkte |
| --- | ----------------- | -- | -- | - | -- | ------- | ----- | ---- |
| 6.  | SC Gaißach        | 26 | 13 | 2 | 11 | 142:133 | +9    | 28   |
| 7.  | TSV Königsbrunn   | 26 | 8  | 2 | 16 | 129:146 | −23   | 18   |
| 8.  | VfL Waldkraiburg  | 26 | 7  | 3 | 16 | 121:168 | −47   | 17   |
| 9.  | SV Gendorf        | 26 | 6  | 2 | 18 | 104:192 | −88   | 14   |
| 10. | TSV Marktoberdorf | 26 | 5  | 4 | 17 | 118:182 | −64   | 14   |

Abkürzungen: Sp = Spiele, S = Siege, U = Unentschieden, N = Niederlagen 
 Absteiger in d. Bayernliga

## Deutsche Regionalligameisterschaft
Im Halbfinale spielten der Sieger der Regionalliga Nordwest und der Sieger der Regionalliga Südwest, dieses Spiel war auch gleich die Relegation um den Aufstieg in die Oberliga Nord. Für das Finale war der Sieger der Regionalliga Süd gesetzt. Der Sieger der Regionalliga Südwest setzte sich im Halbfinale durch. Zum ersten Mal gab es im Finale nur ein Spiel.
|  | Halbfinale | Halbfinale      | Halbfinale |  |  | Finale | Finale          | Finale |
|  |            |                 |            |  |  |        |                 |        |
|  | RL NW      | Hamburger SV 1b | 3          |  |  |        |                 |        |
|  | RL SW      | VERC Lauterbach | 6          |  |  | RL Süd | EV Regensburg   | 5      |
|  |            |                 |            |  |  | RL SW  | VERC Lauterbach | 3      |

### Halbfinale
| Paarung                           | Gesamt | Hinspiel | Rückspiel |
| --------------------------------- | ------ | -------- | --------- |
| Hamburger SV 1b – VERC Lauterbach | 3-6    | 1:0      | 2:6       |

### Finale
| Paarung                         | Ergebnis |
| ------------------------------- | -------- |
| VERC Lauterbach – EV Regensburg | 3:5      |

Zum siebenten Mal in Folge konnte sich das Team aus der Regionalliga Süd durchsetzen. Der EV Regensburg konnte seinen ersten Titel in der Regionalliga einfahren.